# Церковь Рождества Христова в Рождествене-Кутайсове
Храм Рождества Христова (Церковь Рождества Христова в Рождествене-Кутайсове) — православный храм Истринского благочиния Московской епархии, расположенный в селе Рождествено Истринского района Московской области, памятник архитектуры федерального значения.

В приходной книге Патриаршего Казенного приказа за 1628 год записана Церковь Рождество в государеве дворцовом селе Рожествене — первое упоминание храма, по описанию же 1682 года — 
А в селе Рождественном церковь во имя Рождества Христова деревянная, верх шатровой, с трапезою, с трех сторон паперти, на паперть лестница над нижним рундуком, крыто полаткою, а в церкви царские двери с сенью и столбцы, завеса крашенинная, да местных образов: по правую сторону царских дверей – образ Живоначальные Троицы, венцы серебреные резные золочены, образ Рождества Христова, оклад басемной, венцы резные, образ Московских чудотворцев Петра, Алексея и Ионы, образ Алексея человека Божия, да святых мученик Димитрия Селунскаго, да Агапия на одной цке, образ Николая чудотворца в житье; по левую сторону царских дверей – образ Пресвятыя Богородицы Одигитрии в киоте, образ Рождества Христова …перед иконами свеча восковая да шесть свеч деревянных, писанных красками… на северных дверях образ Благоразумного разбойника… Колокольня на столбу, на ней три колокола, весом по смете пуд в пять.
 В 1810 году, владельцем усадьбы Рождествено, графом Иваном Кутайсовым, был заложен новый храм. В 1820 году была освящена, в 1823 году — достроена окончательно, в стиле позднего классицизма с чертами школы Матвея Казакова, с приделами Иоанна Предтечи и Петра и Павла.
В 1834 году в правом приделе церкви был похоронен строитель храма граф Кутайсов, а в 1848 году его супруга — Анна Петровна. В 1889 году, генерал-майором свиты Илларионом Николаевичем Толстым, наследником Кутайсовых по женской линии (правнуком Михаила Илларионовича Кутузова), была построена церковно-приходская школа.
Храм был закрыт в 1938 году, в войну не пострадал, после здание использовали, как хранилище удобрений, была сорвана крыша. В 1997 году храм был передан общине, в 1999 году — воздвигнут крест. Церковь восстановлена, но реставрационные работы продолжаются. К храму приписана часовня Александра Свирского.

## Настоятели
- к 1750 — после 1762 — свящ. Иван Федоров (1703—после 1762)
- к 1779 — 1812 — свящ. Пётр Дмитриевич Соболев (1745—1812)
- 1813—1815 — свящ. Иван Маркович Будаевский (1762—1815)
- 1815—1820 — свящ. Александр Сергеевич Попов (1792—после 1852); позднее сакелларий Успенского собора
- 1821—1854 — свящ. Пётр Павлович Алексеев (1794—1854)
- 1854—1892 — свящ. Василий Иванович Стогов (1831—1916)
- 1892—1911 — свящ. Пётр Михайлович Вележев (1867—после 1931)
- 1911—1916 — свящ. Афанасий Васильевич Любимов (1871—1937)
- 1916—1917 — свящ. Иван Иванович Руднев (1867—?)
- 1917—1930 — прот. Александр Васильевич Стогов (1865—после 1932)
- 1930—1931 — прот. Михаил Петрович Голубев (1887—1938)
- 1932—1937 — свящ. Сергей Иванович Беляев (1888—1943)
- с 1997 — прот. Александр Борисович Елатомцев (р. 1972)